# Foursome
 Der er for få eller ingen kildehenvisninger i denne artikel, hvilket er et problem. Du kan hjælpe ved at angive troværdige kilder til de påstande, som fremføres i artiklen.

Foursome er en type hulspil for fire spillere i golf. Der spilles to mod to med én golfbold på hvert hold. Hvert hold vælger før start hvilken af holdets to spillere der skal slå det første slag på de ulige huller (1., 3., 5. osv) og hvem der skal slå det første slag på de lige huller (2., 4., 6. osv). Efter det første slag på hullet er slået, skiftes holdets to spillere til at slå til bolden indtil den er i hul. 